# 브니엘고등학교
브니엘고등학교(브니엘高等學校)는 대한민국 부산광역시 금정구 구서동에 있는 사립 고등학교이다.

## 학교 연혁
- 1963년 12월 6일 : 학교인가 [브니엘실업고등학교] (초대 박성기 교장 취임)
- 1966년 12월 6일 : 6학급 (관광 3학급, 상업선전 3학급)
- 1967년 11월 11일 : 교명변경 [브니엘종합고등학교] ／18학급(인문 6학급, 상업 6학급, 화공 6학급)
- 1972년 12월 10일 : 본관동 준공(연제구 연산동)
- 1972년 12월 30일 : 30학급 (인문 15학급, 상업 15학급)
- 1974년 1월 7일 : 교명변경 [브니엘고등학교] ／인문 30학급(상업 폐과)
- 1996년 3월 19일 : 신축 교사(校舍) 준공 이전(금정구 구서동)
- 2005년 4월 9일 : 디지털도서관 준공 개관
- 2005년 10월 7일 : 생활관(제1기숙사) 준공 개관
- 2008년 5월 20일 : 학교법인 명칭변경(브니엘학원 -＞정선학원)
- 2008년 6월 14일 : 생활관(제2기숙사) 준공 개관
- 2020년 3월 1일 : 24학급 (1학년 8학급, 2학년 8학급, 3학년 8학급)
- 2025년 2월 7일 : 제61회 졸업식(졸업생 119명, 누적졸업생 24,532명)
- 2025년 3월 4일 : 제64회 입학식(신입생 120명)

## 참고 자료
- 브니엘고등학교 - 한국교육학술정보원 학교알리미